# Foveosculum foveatum
Foveosculum foveatum là một loài tò vò trong họ Ichneumonidae.